# Передача висотної відмітки
Передача висотної відмітки (рос. передача высотной отметки, англ. determination of a bench mark (datum mark, ordnance datum, reference point), нім. Bestimmung f der Höhenmarke (des Höhenpunktes, der Höhenzahl)) – процес визначення висот маркшейдерських пунктів або реперів, закріплених на горизонтах гірничих робіт. П.в.в. здійснюється завдяки знаходженню перевищень між маркшейдерськими (геодезичними) пунктами денної поверхні, відмітки яких відомі, і пунктами в гірничих виробках. Для відкритих гірничих розробок П.в.в. здійснюється способами геометричного, тригонометричного та барометричного нівелювання. 
При підземних розробках П.в.в. виконується: 
- 1. Геометричним нівелюванням при розкритті родовища штольнею;
- 2. Тригонометричним нівелюванням – при розкритті похилим стволом;
- 3. Спеціальними способами – при розкритті вертикальним стволом. Останні можуть бути виконані маркшейдерським глибиноміром або довгою мірною стрічкою (рулеткою), яка розташовується у стволі в підвішеному стані і розтягується тягарем.

За допомогою нівелірів одночасно беруть відліки по стрічці на поверхні (Nп), і в шахті (Nш). Перевищення h між реперами поверхні (Rп) і шахти (Rш) знаходять за формулою:
h = Nп – Nш – ап – аш + ΣΔ,
де ΣΔ – сума відповідних поправок, які враховують умови виконання вимірювань; ап – відлік по нівелірній рейці на поверхні; аш – відлік по нівелірній рейці в шахті.
Вимірювання повторюють. Різниця між двома одержаними значеннями перевищень не повинна бути більшою (10+0,2Н) мм, де Н – глибина ствола в м. 